# Vĩ gié hình trứng ngược
Vĩ gié hình trứng ngược (danh pháp khoa học: Stachyurus obovatus) là một loài thực vật có hoa trong họ Stachyuraceae. Loài này được (Rehder) Hand.-Mazz. miêu tả khoa học đầu tiên năm 1941.